# Titanium La Portada
Titanium La Portada es un rascacielos ubicado en la ciudad de Santiago de Chile. Está emplazado en el límite entre las comunas de Vitacura, Providencia y Las Condes, en pleno sector financiero de la ciudad, popularmente conocido como Sanhattan, más precisamente en la intersección entre las avenidas Andrés Bello e Isidora Goyenechea. 
El arquitecto del edificio es Abraham Senerman, junto a un equipo de profesionales encabezados por el arquitecto Andrés Weil y Senarq oficina de arquitectura.

## Historia
Su construcción comenzó en 2006, con el inicio de las excavaciones correspondientes, y finalizó en enero de 2010, siendo inaugurado el 3 de mayo de 2010. Actualmente es el segundo rascacielos más alto de Chile. Titanium La Portada mantuvo el título del edificio más alto de Chile hasta que fue superado por la Gran Torre Santiago del complejo comercial Costanera Center, a fines de 2010.
Para el terremoto que afectó a Chile en febrero de 2010, Titanium La Portada no resultó con daños estructurales debido a su alta resistencia contra terremotos, pero sufrió el desprendimiento de uno de sus balcones laterales, el cual fue reparado a la brevedad. Titanium La Portada es uno de los rascacielos más resistentes y soporta terremotos de sobre 8.8.

## Forma

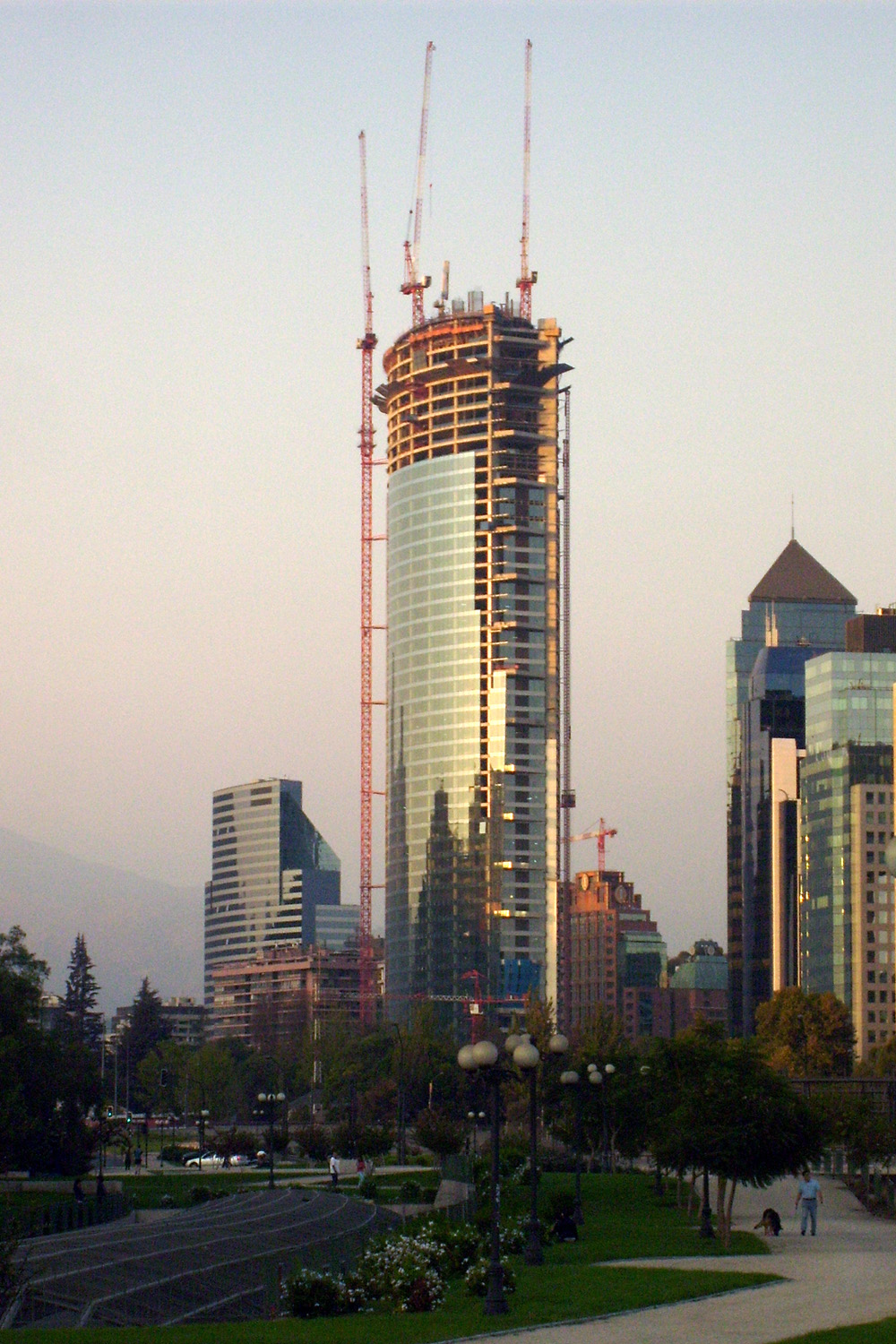
Titanium La Portada en construcción.

Titanium La Portada es una de las construcciones más emblemáticas de los últimos años en Chile, no solo por sus dimensiones, sino por su tecnología respetuosa del ambiente y por su ejemplar comportamiento en terremotos.
Es por ello que ha sido reconocido por los tall building en la categoría América como uno de los proyectos más destacados del 2010 y quedó como uno de los íconos del años en Chile, al celebrar su bicentenario.
- Su altura alcanza los 205 metros[3] hasta su azotea, con un helipuerto con capacidad para dos helicópteros;[3] tiene 55 pisos y 62 niveles hasta su helipuerto.
- Cuenta con un gran hall de acceso de 14 metros de altura y mil m² de superficie.
- El edificio está equipado con 25 ascensores[3] de alta velocidad que se mueven hasta 7 metros por segundo (25 km/h). Dos son presurizados para poder ser usados en caso de emergencia.
- El área total para oficinas es de más de 75 000 m².[3]
- El 70 % del terreno está destinado a áreas de uso público y esparcimiento.
- Cuenta con sistemas tecnológicos tendientes al uso eficiente de los recursos.
- Tiene una pre certificación del Consejo Norteamericano de Edificios Verdes, LEED, que reconoce el esfuerzo de sus desarrolladores por construir un edificio sustentable, que respete el medio ambiente y mejore la calidad de vida de sus usuarios.

## Detalles importantes

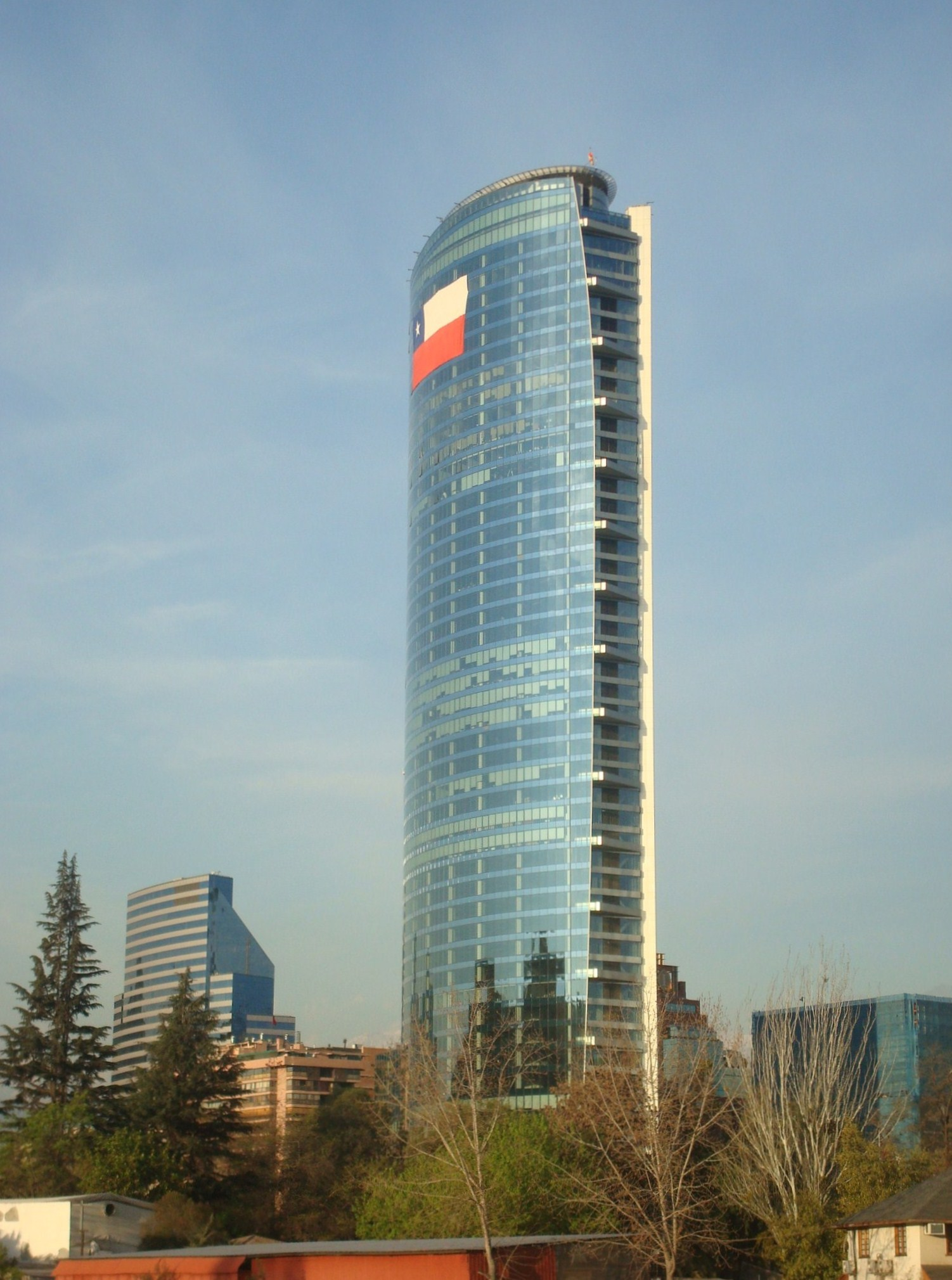
Titanium La Portada con la bandera chilena.

- La construcción comenzó en 2007 con una inversión que supera los US $160 millones de dólares. Su inauguración se llevó a cabo con la presencia del Presidente de la República, Sebastián Piñera en el año del Bicentenario. Así, Titanium La Portada se convierte en uno de los emblemas con que Chile celebrase sus 200 años.[4]

- Los materiales utilizados en su construcción son: hormigón armado y acero en la estructura, y cristal, granito y aluminio en la fachada del edificio.[3]
- Tiene 7 niveles subterráneos, con capacidad para 1450 estacionamientos.[3] En el nivel -1 cuenta con estacionamientos exclusivos para autos de bajo nivel contaminantes, 200 bicicleteros y camarines.
- Debido a la zona sísmica, el edificio está anclado a 50 metros de profundidad con 65 pilotes de concreto y acero, y puede soportar un sismo de 8.8 en la escala de Richter (soportó el Terremoto del 2010, 8,8 MW en Maule y Bío-Bío).[5]
- En el primer piso hay locales comerciales, entre ellos una cafetería, un banco y un gimnasio.
- Cuenta con un moderno sistema de seguridad, con lectores de tarjetas magnéticas en todos los pisos y accesos a estacionamientos subterráneos.
- Tiene balcones de rescate cada tres pisos, en ambos extremos del edificio, que además cuentan con una escalera gatera que sirve escape en caso de emergencias.
- El helipuerto tiene capacidad de hasta dos aeronaves de 6 toneladas cada una.
- Por el motivo del terremoto chileno en 2010, en señal de armonía y fuerza, Titanium La Portada amaneció con la bandera chilena. Durante aquel sismo se movió perfectamente, moviéndose alrededor de 4 cm de este a oeste.
- En las terrazas de los pisos 4 y 14 existen cubiertas que eliminarán el "efecto isla de calor" a través del uso de plantas de bajo consumo de recursos hídricos y resistentes al clima.
- La superficie de oficinas por piso fluctúa entre los 1350 y 1950 m²,[3] algunos pisos pueden subdivirse hasta en 4 unidades, cada unidad cuenta con su propio sistema de climatización.
- Cuenta con disipadores de energía, diseñados por Juan Carlos de la Llera,[6] estructura tubular en forma de "X" cada tres pisos con forma de amarra, que en caso de sismo disminuye hasta en 40% la oscilación ante la sacudida de la base.
- Es el primer proyecto en Sudamérica pre certificado por el US Green Building Council con el Leadership in Energy and Environmental Design.[7][4]

## Datos clave
- Altura: 205 metros[3]
- Área Total: 130 000 m²[3]
- Niveles: 55
- Pisos: 52 más 4 niveles hasta helipuerto y 7 subterráneos[3]
- Condición: Terminado
- Helipuerto: nivel 56
- Rango: Edificio de oficinas categoría superior AAA
  - En Santiago: 2010: 1.er lugar

## Accidentes y denuncias
El 27 de agosto de 2008, tres trabajadores quedaron levemente heridos debido a un deslizamiento de tierra en el sitio de la construcción de Titanium La Portada. Más tarde, durante la noche del 11 de septiembre, el obrero Juan Alberto Soto Galaz, de 23 años, falleció cuando una estructura metálica cayó sobre él, empujada por una grúa, en el patio de almacenaje de elementos de acero. Tras este accidente, algunos trabajadores aseguraron desempeñarse bajo precarias condiciones de seguridad. Esto se suma a una serie de denuncias laborales por exceso de horario de trabajo, falta de higiene y prácticas antisindicales.